# 딜런 (프로그래밍 언어)
딜런(Dylan)은 함수형 프로그래밍과 객체 지향 프로그래밍(OOP)를 지원하는 다중 패러다임 프로그래밍 언어이다. 동적 및 정적 행위를 세밀하게 통제하는 것을 포함, 효율적인 기계 코드 생성을 지원하도록 설계된 프로그래밍 모델을 제공하면서도 동적 및 반영적 특성을 보인다. 1990년대에 애플 컴퓨터가 주도하는 한 그룹에 의해 개발되었다.
딜런은 스킴과 커먼 리스프로부터 파생했으며 커먼 리스프 오브젝트 시스템(CLOS)에서 파생된 통합 객체 시스템을 추가한다. 딜런에서 모든 값(숫자, 문자, 함수, 클래스)은 일급 객체이다. 딜런은 다중 상속, 다형성, 다중 디스패치, 키워드 인수, 패턴 기반 문법 확장 매크로, 그리고 기타 수많은 고급 기능들을 지원한다.
딜런의 주 목표는 상용 소프트웨어 개발에 적절한 동적 언어가 되는 것이다.